# Huara kikkawa
Huara kikkawa là một loài nhện trong họ Amphinectidae. Loài này phân bố ở New Zealand.